# Wiktor Wassiljewitsch Schluktow
Wiktor Wassiljewitsch Schluktow (russisch Виктор Васильевич Жлуктов; * 29. Januar 1954 in Inta, Russische SFSR) ist ein ehemaliger sowjetisch-russischer Eishockeyspieler.

## Karriere
Wiktor Schluktows Vater war Bergmann, seine Mutter war Verkäuferin. Schluktow begann mit dem Eishockeysport bei der Mine seines Vaters, ehe er im Alter von 17 Jahren nach Moskau ging, um an der Moskauer Staatliches Luftfahrtinstitut zu studieren. Aufgrund der räumlichen Nähe zum Trainingszentrums des ZSKA Moskau begann er dort, im Nachwuchs des ZSKA Eishockey zu spielen und absolvierte in der Saison 1972/73 seine ersten Einsätze für das Herren-Team des ZSKA in der Wysschaja Liga. Er verließ das Luftfahrtinstitut und trat der Sowjetarmee bei. Später absolvierte er die Militärakademie für Körperkultur, blieb aber ohne Hochschulabschluss.
In den folgenden Jahren gewann er zehnmal die sowjetische Meisterschaft, zehnmal den Eishockey-Europapokal sowie zweimal den sowjetischen Pokalwettbewerb.
Beim NHL Entry Draft 1982 wurde er in der 7. Runde an 143. Stelle durch die Minnesota North Stars ausgewählt, spielte aber niemals in Nordamerika.
Insgesamt erzielte er 198 Tore in 456 Spielen in der sowjetischen Liga, ehe er seine Karriere 1985 aufgrund seines Gesundheitszustandes beenden musste.

### International
Am 11. November 1975 stand er in einem Spiel gegen die Tschechoslowakei zum ersten Mal für die Sowjetische Nationalmannschaft auf dem Eis. Seine internationale Karriere wurde mit der Goldmedaille bei den Olympischen Winterspielen 1976 gekrönt.
Bei den Olympischen Winterspielen 1980 gewann er mit seiner Mannschaft beim legendären Miracle on Ice die Silbermedaille.
1978 wurde er als Verdienter Meister des Sports der UdSSR ausgezeichnet.

### Als Betreuer und Funktionär
Nach seinem Karriereende arbeitete er als Cheftrainer für Eishockey bei der Sowjetarmee.
Zwischen 1996 und 2001 arbeitete er als Mannschaftsbetreuer beim ZSKA, 1998 wurde er zudem zum Vizepräsidenten des Vereins gewählt. Zwischen 2001 und 2002 war er Präsident des ZSKA.

## Erfolge und Auszeichnungen
- zehnfacher Sowjetischer Meister: 1975, 1977–1985
- zehnfacher Europapokalsieger: 1974, 1976, 1978–1985
- zweifacher Sowjetischer Pokalsieger: 1973, 1979

### International
| - 1973 Goldmedaille bei der U19-Junioren-Europameisterschaft - 1973 Bester Stürmer der U19-Junioren-Europameisterschaft - 1974 Goldmedaille bei der U20-Junioren-Weltmeisterschaft - 1976 Goldmedaille bei den Olympischen Winterspielen - 1976 Silbermedaille bei der Weltmeisterschaft - 1977 Bronzemedaille bei der Weltmeisterschaft - 1978 Goldmedaille bei der Weltmeisterschaft | - 1979 Goldmedaille bei der Weltmeisterschaft - 1980 Silbermedaille bei den Olympischen Winterspielen - 1981 Goldmedaille bei der Weltmeisterschaft - 1981 Canada-Cup-Sieger - 1982 Goldmedaille bei der Weltmeisterschaft - 1983 Goldmedaille bei der Weltmeisterschaft |

### Orden
- 1976 Medaille „Für heldenmütige Arbeit“
- 1978 Verdienter Meister des Sports der UdSSR
- 1979 Ehrenzeichen der Sowjetunion
- 1982 Orden der Völkerfreundschaft
- 1996 Orden der Freundschaft

## Karrierestatistik

### International
(Legende zur Spielerstatistik: Sp oder GP = absolvierte Spiele; T oder G = erzielte Tore; V oder A = erzielte Assists; Pkt oder Pts = erzielte Scorerpunkte; SM oder PIM = erhaltene Strafminuten; +/− = Plus/Minus-Bilanz; PP = erzielte Überzahltore; SH = erzielte Unterzahltore; GW = erzielte Siegtore; 1 Play-downs/Relegation; Kursiv: Statistik nicht vollständig)